# Hi (Umrisszeichner II)
Hi war ein altägyptischer Umrisszeichner der 18. Dynastie, der in Theben tätig war und nur durch seine Arbeit im Grab von Nebimen und Ipuki bekannt ist.
Hi ist bislang einzig inschriftlich aus dem Grab der Bildhauer Nebimen und Ipuki bekannt. Dabei ist unklar, ob die Bezeichnung „Bruder“ Ipuki oder eher Nebimen bezeichnet. Wenn Nebimen gemeint ist, ist Neferhat sein Vater, sollte Ipuki gemeint sein, wäre His Vater Senetjer. Laut der Inschriften war Hi Umrisszeichner, also Vorzeichner, und als solcher an der Herstellung von Reliefen und möglicherweise auch Statuen für die Grabanlagen in Theben beteiligt. Er war während der Regierungszeiten von Thutmosis IV. und Amenophis III. (1397 bis 1334 v. Chr.) tätig. Bestimmte Werke sind ihm bislang nicht zuzuweisen.